# Test Schillinga
Test Schillinga – test pozwalający ocenić wchłanianie witaminy B12 z przewodu pokarmowego na podstawie jej wydalania z moczem. Jest pośrednią metodą ustalenia obecności czynnika wewnętrznego (IF) w soku żołądkowym. Test polega na podaniu znakowanej 57Co witaminy B12 i określeniu radioaktywności moczu będącej miarą wydalania związku. Test przeprowadzany jest w kilku fazach. W pierwszej fazie pacjent do badania musi być na czczo; po oddaniu moczu przyjmuje p.o. (doustnie) witaminę B12 znakowaną 57Co w dawce 1 μg, i po 2 godzinach i.m.(domięśniowo) dawkę 1000 μg samej witaminy. Pomiaru radioaktywności dokonuje się w moczu zebranym 24 godziny po podaniu witaminy B12. Normą jest >10% podanej doustnie dawki witaminy w moczu, wartości <7% wskazują na upośledzone jej wchłanianie. W drugiej fazie testu witaminę B12 podaje się łącznie z czynnikiem wewnętrznym (IF) w celu wykluczenia anemii złośliwej.
| Choroba                                   | Wchłanianie witaminy B12 bez IF | Wchłanianie witaminy B12 z IF |
| ----------------------------------------- | ------------------------------- | ----------------------------- |
| Choroba Addisona-Biermera                 | Małe (<5%)                      | Poprawa                       |
| Stan po gastrektomii                      | Zmniejszone                     | Poprawa                       |
| Zanikowe zapalenie błony śluzowej żołądka | Zmniejszone                     | Poprawa                       |
| Zespół ślepej pętli jelitowej             | Zmniejszone                     | Bez poprawy                   |

Nazwa badania wzięła się od jego pomysłodawcy, Roberta F. Schillinga.
Współcześnie test w praktyce nie jest stosowany ze względu na trudną dostępność radioaktywnie znakowanej witaminy B12.